# Kanivreservoaren

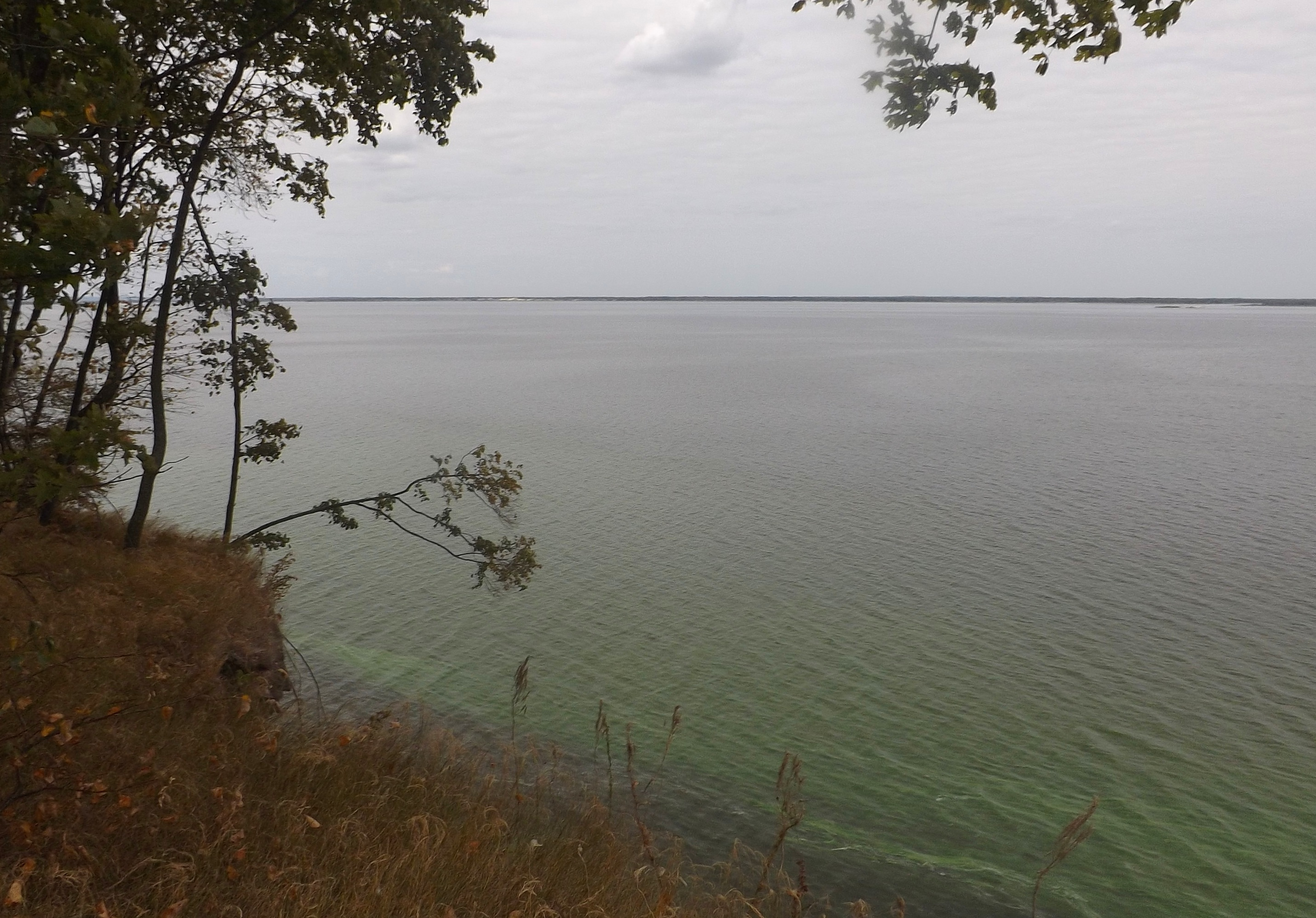
Kanivreservoaren

Kanivreservoaren (ukrainska: Канівське водосховище) är ett vattenmagasin på Dnepr, söder om Kiev. Den ligger i Kiev oblast och Tjerkasy oblast i centrala Ukraina. Namnet kommer av staden Kaniv. Reservoaren blev färdigställd 1972, i samband med konstruktionen av Kanivs vattenkraftverk.
Reservoaren är 162 km lång, upp till 5 km bred och har ett genomsnittligt djup på 5,5 meter. Den totala vattenmängden är 2,6 km³. Floden Trubizj (Трубіж) mynnar i dammen.

## Användning
Kanivreservoaren används huvudsakligen till bevattning, kontroll av vattenflödet, fiskeri och lokala transporter.
De ekonomiska fördelarna med Kanivdammen har diskuterats livligt. När man skapade dammen, lades mycket värdefull jordbruksmark under vatten och det var både dyrt och svårt att förflytta de drabbade. Värdet av elproduktionen från vattenkraftverket kan knappast överträffa kostnaden för etablering och kompensationen för alla skador som orsakas av att dammen anlades.